# Pélopéion

Plan du sanctuaire d'Olympie. L'emplacement du Pélopéion est au no 5.

Le Pélopéion est une structure du site antique d'Olympie, tombeau présumé de Pélops, héros de la mythologie grecque dont le Péloponnèse tient son nom.

## Description
Le monument, entouré d'une enceinte pentagonale, a été construit au nord-est de l'Altis, au sud du temple d'Héra. Son entrée était à l'est. Le tombeau qui comportait un autel pour les sacrifices d'animaux dès l'époque archaïque, a continué à servir d'autel à l'époque romaine, jusqu'à ce qu'il tombe en désuétude avec l'avènement du christianisme. Il consistait en un tas de cendres et de terre battue, sur lequel étaient accomplis les sacrifices. Un bélier noir y était sacrifié chaque année en l'honneur de Pélops. Pour atteindre le sommet de l'autel, les prêtres devaient creuser des marches dans le tumulus. Cette forme d'autel en terre était particulièrement ancienne, contrairement aux autels en pierre plus modernes, comme ceux de Delphes et de l'acropole d'Athènes.
Voici la description qu'en donne Pausanias :

« Il existe dans l'Altis une enceinte nommée Pélopium, qui est depuis longtemps l'objet de la vénération des Éléens, Pélops étant, suivant eux, autant au-dessus des autres héros qu'on honore à Olympie, que Jupiter est au-dessus des autres dieux. Le Pélopium est donc à droite de l'entrée au nord du temple de Jupiter ; il est cependant assez éloigné du temple pour qu'il y ait dans l'intervalle beaucoup de statues et d'autres offrandes ; il s'étend en longueur depuis à peu près la moitié du temple jusqu'à l'opisthodome ; il est entouré d'une balustrade de pierre, planté d'arbres et orné de statues. — Pausanias, Description de la Grèce V, 13, 1 (traduction M. Clavier et texte grec en ligne sur le site de Philippe Remacle). »

## Fouilles archéologiques

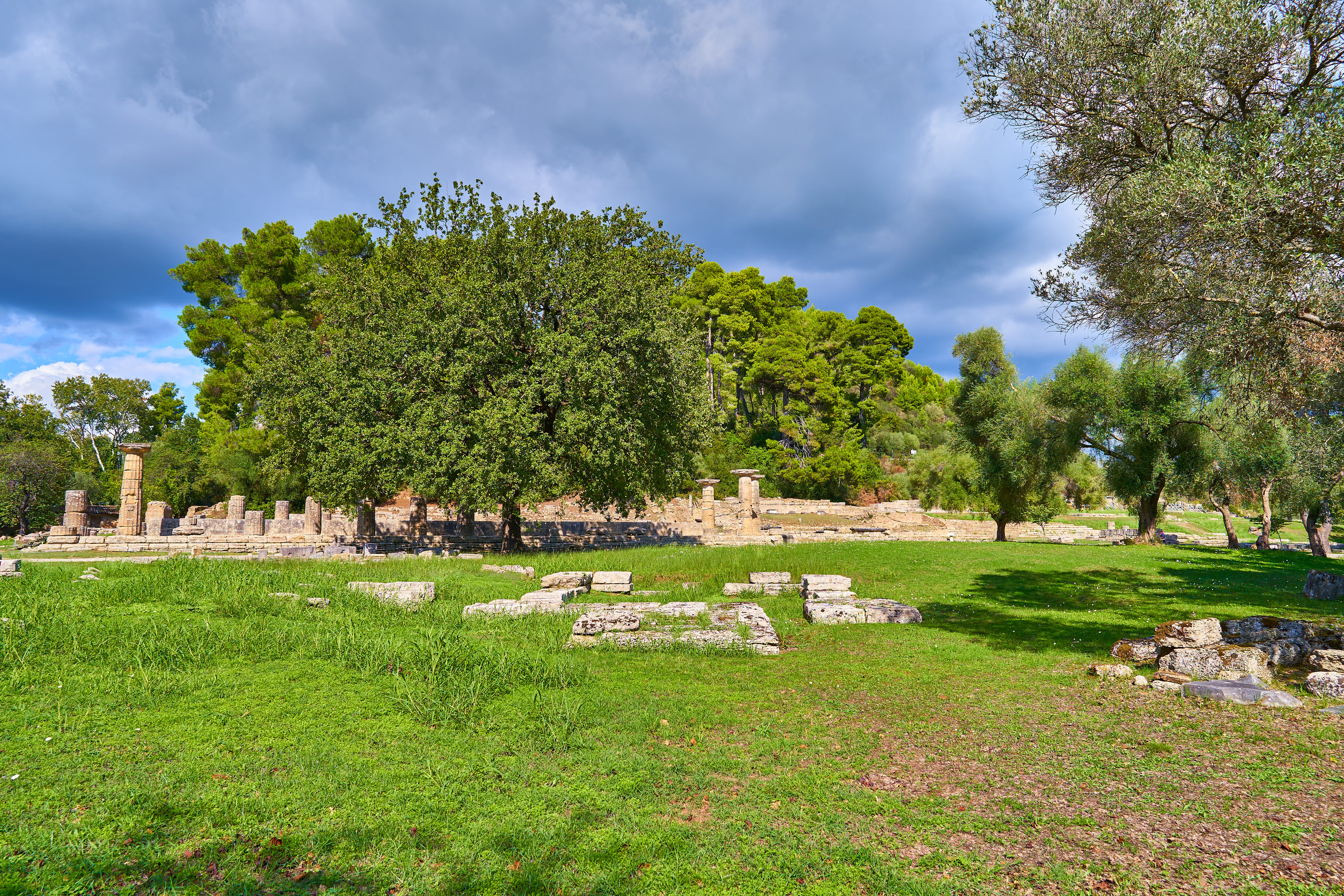
Au premier plan, vestiges du Pélopéion, sur le site du sanctuaire d'Olympie, devant l'Héraion.

Les fouilles archéologiques ont révélé deux phases de construction du Pélopéion.
Le Pélopéion I consistait en une élévation du terrain entourée d'un cercle de pierres d'un diamètre de 31 × 34 m. Les fondations d'origine se trouvent au-dessus de l'une des maisons à abside construites à l'âge du bronze : il a donc été déduit que le Pélopéion a été établi à l'époque post-mycénienne, vers la fin du IIe millénaire av. J.-C.
Le Pélopéion II a été daté du VIe siècle av. J.-C. Il a été construit au-dessus du premier. L'enceinte avait une forme hexagonale, construite en pierre poreuse et dotée d'un propylée, qui fut agrandie et rénovée par les Romains.
Les fouilles ont révélé un cénotaphe daté de 1100 av. J.-C., tandis que les découvertes les plus anciennes remontent aux XIe et Xe siècles av. J.-C. Les types d'ex-voto trouvés, tels que des figurines en céramique, en argile et en bronze de personnes et d'animaux (dont beaucoup sont exposées au Musée archéologique d'Olympie), conduit à la conclusion que des courses de chars en l'honneur de Pélops avaient lieu autour du Pélopéion depuis la période protogéométrique.

Petits bronzes du Pélopéion
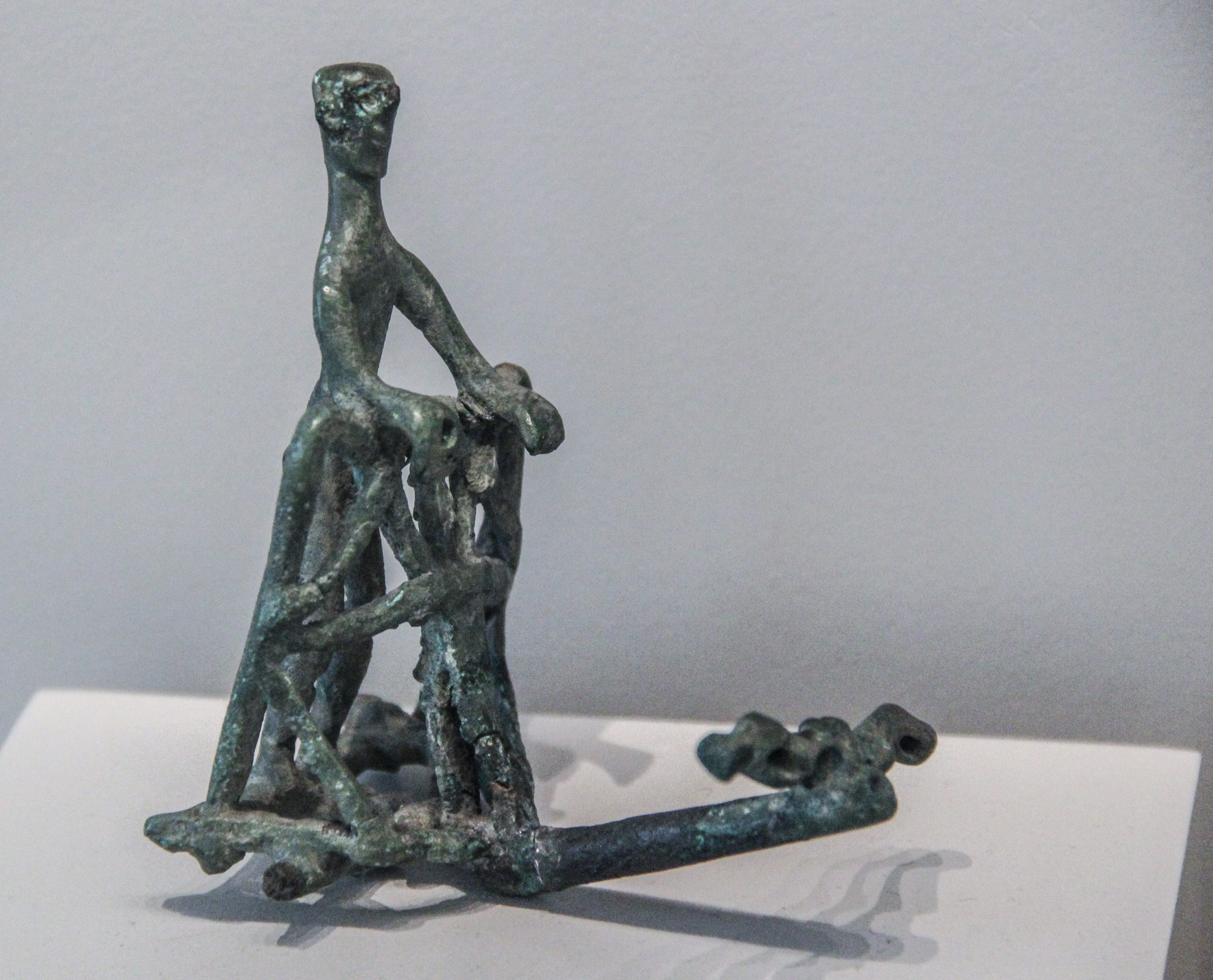
Aurige conduisant son char. Bronze. Altes Museum, Berlin.
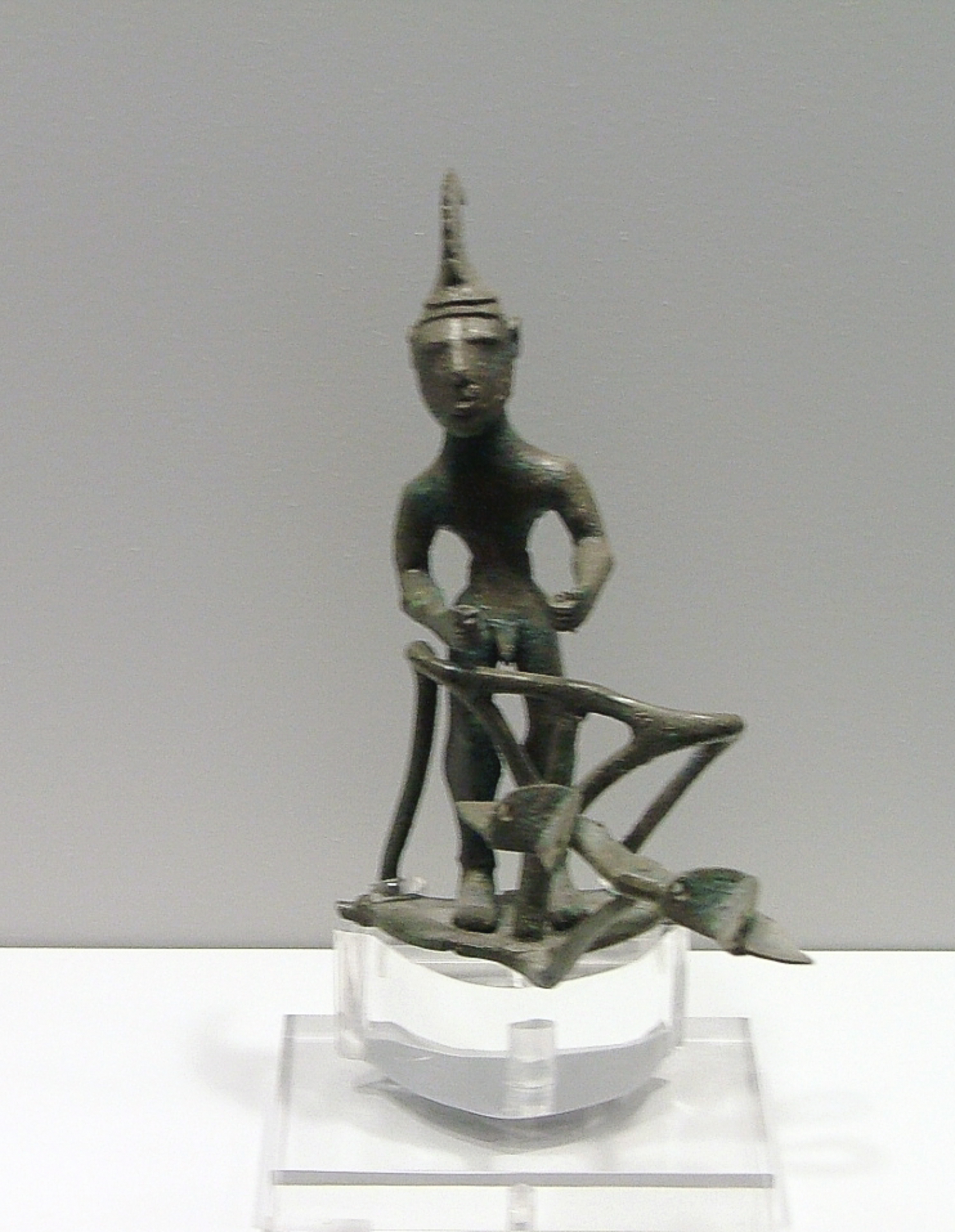
Aurige en bronze, NAMA 6190.
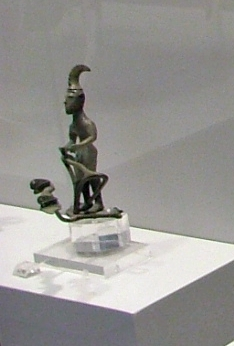
Le même aurige, NAMA 6190.